# 草津市立玉川小学校
草津市立玉川小学校（くさつしりつ たまがわしょうがっこう）は、滋賀県草津市野路にある公立小学校。

## 概要
1977年（昭和52年）4月、老上学区の就学児童急増のため、玉川小学校として設校開校される。

## 沿革

### 略歴
1977年（昭和52年）、草津市立老上小学校より分離、開校する。1989年（平成元年）、草津市立南笠東小学校を分離、開校する。

### 年表
出典
- 1977年（昭和52年）：草津市立老上小学校より分離、開校する。校歌制定、発表。
- 1980年（昭和55年）：
  - 校舎増築工事。
  - 水泳優秀校として日本水泳連盟より表彰を受ける。
- 1981年（昭和56年）：米国ミシガン州教育関係者来校視察を受ける。
- 1982年（昭和57年）：第35回放送教育研究会全国大会会場校となる。
- 1983年（昭和58年）：NHK全国学校音楽コンクール奨励賞を受賞する。
- 1984年（昭和59年）：第35回放送委員会研究全国大会発表会を開催する。
- 1989年（平成元年）：草津市立南笠東小学校を分離、開校する。
- 1990年（平成2年）：
  - 県指定生徒指導研究（平成元・2年度）。
  - ザッツマイスクール推進。
- 1991年（平成3年）：
  - お話を絵にするコンクール学校賞。
  - 市指定教育課程研究発表会（国語科）（平2・3年度）。
- 1992年（平成4年）：文部省指定学校週5日制に関する調査研究協力校を受ける。
- 1993年（平成5年）；コンピューター教室設置工事。
- 1995年（平成7年）：地域・家族・学校の連携成果が認められ県教育研究励賞を受賞。
- 1996年（平成8年）：おおぞら学級開設。
- 1997年（平成9年）：
  - FBC花壇コンクール奨励賞受賞。
  - 多目的ホール「木の部屋」設置。
- 1998年（平成10年）：
  - 才能開発実践教育賞を受賞する。
  - 地域協働合校推進事業始まる。
  - 草津・栗東地区交通安全功労団体表彰を受ける
- 1999年（平成11年）：校舎大規模改修工事・耐震補強工事を行う。
- 2001年（平成13年）：コンピューター更新40台インターネット接続・ホームページ開設。
- 2002年（平成14年）：近畿音楽教育研究大会の研究指定校となり「うたって、おどって、はじけよう」が浸透。
- 2004年（平成16年）：
  - 学校安全対策ボランティア巡回活動開始。
  - 体育館耐震補強工事。
- 2005年（平成17年）：PTA下校安全ボランティア発足。
- 2008年（平成20年）：滋賀県の幼小連携推進事業推進校園の指定を受ける。
- 2009年（平成21年）：文部科学省の人権教育研究指定を受ける。
- 2010年（平成22年）：
  - 文部科学省の人権教育研究指定（2年次）に取り組む。
  - 漢字検定奨励賞受賞。
- 2011年（平成23年）：
  - 全教室にエアコン・エレベーター設置。
  - 漢字検定奨励賞受賞
- 2012年（平成24年）：漢字検定奨励賞受賞。
- 2013年（平成25年）：県学校歯科保健優良校受賞。
- 2014年（平成26年）：県教委の実践的防災教育総合支援事業の指定を受ける。
- 2015年（平成27年）：
  - 県教委指定「学びの基礎体験型学習プロジェクト」。
  - 漢字検定奨励賞受賞。
  - 滋賀県学校歯科保健優良校受賞。
- 2016年（平成28年）：
  - 文部科学省委託のIE-Schoolに取り組む。
  - 漢字検定奨励賞受賞。
  - お話を絵にするコンクール学校奨励賞。
  - 滋賀県学校歯科保健優良校受賞。
- 2017年（平成29年）：
  - 平成29年度文部科学省委託「次世代の教育情報化推進事業」に取り組む。
  - 滋賀県学校歯科保健優秀校受賞。
- 2018年（平成30年）：
  - 草津市プログラミングコンテスト優秀賞。
  - 漢字検定奨励賞受賞。
- 2019年（平成31年）：新型コロナウイルス感染拡大防止対応のため臨時休校（3月3日～3月24日）。
- 2020年（令和2年）：
  - 新型コロナウイルス感染拡大防止対応のため臨時休校（4月13日～5月13日）。
  - 新型コロナウイルス感染拡大防止対応のため分散登校（5月14日～5月29日）。
  - GIGAスクール構想の実施により一人一台端末の整備完了
- 2021年（令和3年）：
  - 「道徳教育抜本的改善・充実に係る支援事業」推進校。
  - 男女共有通学帽の採用。
- 2022年（令和4年）：漢字検定奨励賞受賞。

## 教育目標
- 「人にやさしくめあてをもって学びつづける玉川の子」

## 学校行事
| - 4月 入学式、1学期始業式 - 5月 - 6月 | - 7月 1学期終業式 - 8月 - 9月 2学期始業式 | - 10月 - 11月 修学旅行 - 12月 2学期終業式 | - 1月 3学期始業式 - 2月 - 3月 卒業式、修了式 |

## 通学区域
- 草津市[2]
  - 野路1から9丁目、野路東1から7丁目、桜ケ丘1から5丁目

## 進学先中学校
- 草津市立玉川中学校[2]

## 学区内の主な施設
- 草津市立玉川中学校
- 滋賀県立玉川高等学校
- 草津市立草津クレアホール
- 南草津病院
- 立命館大学 びわこ・くさつキャンパス

## 交通
- 西日本旅客鉄道（JR西日本）東海道本線南草津駅から南方向に徒歩約20分